# مصرف أور الإسلامي للاستثمار
 مصرف أور الإسلامي للاستثمار  مصرف عراقي أهلي أُسس عام 2018، يبلغ رأس المال للمصرف 151 مليار دينار. يعتبر من افضل المصارف في العراق 